# Walt Disney Television (société de production)
Pour les articles homonymes, voir Walt Disney Television.
Walt Disney Television est une société regroupant les intérêts de la Walt Disney Company dans la télévision, filiale de Disney Media Networks. Walt Disney Television a été créée comme une société indépendante en 1983 mais ses origines remontent à la création d'un service chargé de la production télévisuelle à la fin des années 1940. La société s'est diversifiée depuis la chaîne de télévision Disney Channel en 1983 puis les différentes chaînes jeunesses de Disney de par le monde à l'ensemble des actifs télévisuels de Disney en Amérique du Nord.
En 2019 la société Disney a opéré une inversion d'organisation, la société Walt Disney Television qui était depuis 1996 une filiale du Disney-ABC Television Group spécialisée dans les chaînes Disney, est devenue la société qui chapeaute l'ensemble des chaînes Disney, ABC, Fox, FX, et des studios de productions associés. Avant cette réorganisation Walt Disney Television était nommée Disney Channel Worldwide, Disney Channel International ou The Disney Channel (sous-entendu Group), avec des chaînes familiales et jeunesses ainsi que la radiophonie, dénomination qu'elle a repris en 2019. Lors de cette réorganisation, les chaînes internationales ont été transférées à Walt Disney Direct-to-Consumer and International.
Les principales filiales sont Disney Television Studios qui regroupent les studios de productions télévisuels ABC Studios, 20th Century Fox Television et Fox 21 Television Studios, American Broadcasting Company et les stations détenues et exploitées par ABC, ABC News , Freeform, les chaînes américaines Disney Channel, Disney Junior, Disney XD mais aussi Radio Disney, FX Networks et National Geographic Partners (73%).

## Historique

### 1940-1983: Origines
Christopher Finch rappelle que des courts métrages de Mickey Mouse ont été utilisés dans les expérimentations de la télévision et que très tôt Walt Disney a protégé ses œuvres pour les droits télévisuels en plus des autres supports. La première connexion entre Disney et la télévision remonte à la fin de l'année 1944 quand RCA, propriétaire du tout jeune réseau NBC, demande à Disney de concevoir un film promotionnel pour ce nouveau média, intitulé The World in Your Living Room, jamais achevé. La collaboration a permis à l'équipe de Disney d'appréhender le milieu de la production télévisuelle.
Mais la plupart des studios hollywoodiens sont réticents à accorder des droits de retransmissions de films de leur catalogue sauf pour certaines productions en manque de rentabilité. En 1948, Disney demande au cabinet d'étude C. J. Laroche de produire un rapport sur les avantages, risques et efforts à fournir pour que le studio entre dans le monde de la télévision. En mars 1950, Walt Disney envisage la production de ses propres émissions de télévision, une simple diffusion des courts métrages d'animation, idée proposée à son frère Roy. Le rapport intitulé Television for Walt Disney Productions est rendu en septembre 1950. En parallèle, la population américaine s'équipe en téléviseur, passant de 6 000 postes en 1946 à 6 millions d'appareils en 1950. En novembre 1950, le studio annonce officiellement qu'il va produire pour la télévision mais selon les conseils du cabinet, de manière progressive.

#### 1950-1953: Les émissions spéciales
Dès le début des années 1950, la société Walt Disney Productions développe un service affecté à la production télévisuelle. Les productions sont estampillées Walt Disney Productions mais le caractère télévisuel permet de les identifier comme produit par le département Walt Disney Television. Les premiers pas sont des émissions spéciales.

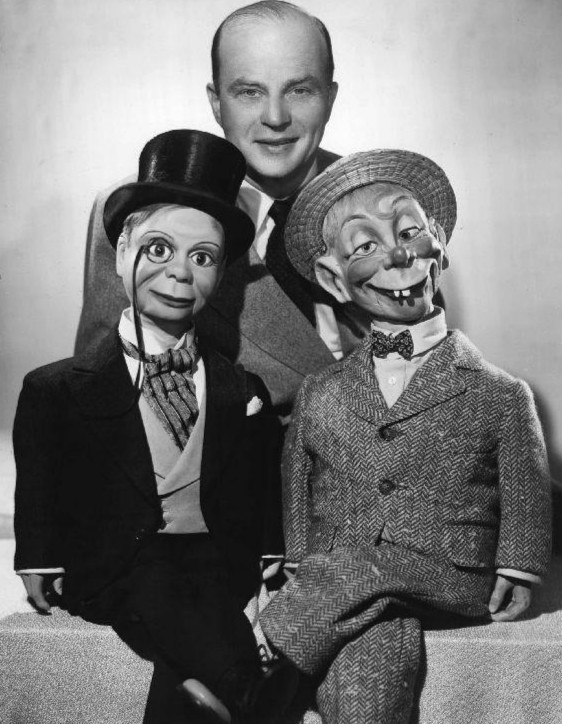
Edgar Bergen avec ses marionnettes Charlie McCarthy et Mortimer Snerd en 1949.

À la demande de la NBC, Disney produit une émission télévisée spéciale pour Noël 1950 nommée One Hour in Wonderland, qui reprend le principe de Mickey et le Haricot magique de Coquin de printemps (1947) présentée par Edgar Bergen et ses marionnettes Mortimer Snerd et Charlie McCarthy. Elle se présente comme une fête aux studios Disney durant laquelle les enfants découvrent des extraits de Blanche-Neige et les Sept Nains, de Mélodie du Sud, quelques courts métrages de Donald Duck, Pluto et Mickey Mouse, un morceau de jazz interprété par le groupe d'animateurs Firehouse Five Plus Two et une « mise en bouche » de 5 minutes d’Alice au pays des merveilles . Les extraits d’Alice contiennent quelques séquences d'animation et des enregistrements de Kathryn Beaumont jouant Alice. L'émission sponsorisée par la Coca-Cola Company a coûté 125 000 USD, dont 100 000 USD payés exclusivement par Coca-Cola selon Neal Gabler.
L'année suivante, le studio produit une émission spéciale pour promouvoir Peter Pan. L'émission, nommée The Walt Disney Christmas Show, est diffusée le 25 décembre 1951. Cette émission, produite pour un budget alors record de 250 000 USD, a aussi servi à promouvoir la ressortie de Blanche-Neige et les Sept Nains (1937), et était financé par la société Johnson & Johnson.

#### 1954-1959: Les émissions pour ABC
En 1952, Walt Disney se lance dans un projet visant à construire le parc Disneyland, mais le premier budget nécessite plus de 7 millions d'USD, plus que ce que le studio peut débourser. Le 6 août 1953, Walt Disney reçoit de Bill Walsh, réalisateurs des deux premières émissions spéciales de Noël (1950 et 1951) cinq propositions d'émissions alors qu'il était à New York pour négocier avec les grandes chaînes de télévision. L'une des propositions est par exemple axée sur les fables. Elles seraient consacrées aux héros américains comme Johnny Pépin-de-Pomme, Daniel Boone ou Big Foot Wallace. Le 30 septembre 1953, trois propositions d'émissions supplémentaires sont faites : un Mickey Mouse Club TV Show, un True Life TV Show basé sur les True-Life Adventures, et World of Tomorrow basé sur les innovations.
Les chaînes se disputent alors la présence de Disney sur leurs antennes mais les négociations sont difficiles. Walt Disney est intéressé par CBS et NBC en raison de la diffusion en couleur mais chacun possède son système propre, et Walt n'est pas convaincu par celui de CBS, utilisant des disques rotatifs dans chaque téléviseur. Les négociations avec NBC vont jusqu'à l'évocation d'une revente du studio Disney à RCA, la maison mère de NBC, en échange du financement du parc. Début 1954, après plusieurs mois de négociation, le Général Sarnoff, pdg de NBC s'apprête à signer le contrat avec Roy Disney venu spécialement à New York mais la direction de la chaîne demande encore du temps pour réfléchir au contrat. À peine sorti des locaux de NBC, dépité, Roy se rend auprès de Leonard Goldenson, pdg d'ABC-Paramount Theatres et négocie un contrat pour deux projets d'émissions.
En mars 1954, les premières rumeurs d'une collaboration entre Disney et ABC surviennent suivies le 2 avril 1954 par une annonce officielle de Robert E. Kintner, président d'ABC. Le contrat signé en avril 1954 lie ABC et Disney pour 7 ans. Le contrat est qualifié par Motion Picture Herald d'historique, par Film Billetin et plusieurs producteurs de « Révolution Disney » et par le New York Times de plus « importante étape dans la relation entre ancien et nouveau divertissement. » Le premier format d'émission est celui d'une anthologie, nommée Disneyland permettant de promouvoir à la fois le parc et les films ainsi que de réutiliser le catalogue du studio,. Mais une contrepartie du contrat est qu'ABC est en droit de préempter ou refuser toutes les futures productions télévisuelles de Disney ce qui mènera les deux parties à plusieurs procès. L'émission débute le 27 octobre 1954 avec comme présentateur Walt Disney en personne.
Durant la production de Disneyland, deux éléments se sont rencontrés, d'un côté le besoin pour Walt Disney d'avoir un personnage pour identifier la section Frontierland du parc, de l'autre un projet de thème récurrent ou d'émission spéciale lancé par Bill Walsh sur les personnages qui ont fait l'Amérique, reprenant plusieurs courts métrages d'animation. Cette rencontre a provoqué la création de la série Davy Crockett malgré les hésitations de Walt Disney en raison du nombre d'indiens tués et de l'absence d'invention ou découverte faite par le héros. Le succès de Davy Crockett est tel que le studio se permet une sortie au cinéma d'une compilation d'extraits d'épisodes, seul Badge 714 avait auparavant fait l'objet d'une adaptation au cinéma en 1954. Diffusé dans plus de 1 300 salles, le film récolte 2,5 millions d'USD suivi par une seconde saison.
Un des autres projets devient l'émission The Mickey Mouse Club qui débute le 3 octobre 1955 et est diffusé chaque jour de semaine durant l'après-midi jusqu'en 1959. Le studio tente en 1957 de reproduire son succès avec une série intitulée The Saga of Andy Burnett. Afin de financer la production, le studio Disney a eu recours à la publicité au travers de 20 contrats annuels avec des entreprises de 500 000 USD chacun dont Mattel, seul fabricant de jouets, des céréaliers, des marques de dentifrices et de bonbons. Stephen Kline précise que le premier jouet ayant été l'objet de publicité télévisuelle est M. Patate en 1952, année de son invention, mais qu'au milieu des années 1950 la plupart des fabricants n'utilisait pas ce média. Le 20 mai 1957, Disney annonce que les résultats financiers semestriels de la division télévision (6,7 millions d'USD) dépassent pour la première fois ceux de la division cinématographique (6,6 millions d'USD).

#### 1959-1969: Problèmes avec ABC et transfert sur NBC
Vers la fin des années 1950, la chaîne ABC souhaite profiter de l'engouement du public pour les séries de Western, qu'elle avait initié, et demande à Disney d'en produire de nouvelles. Le studio propose plusieurs scénarios à ABC qui les refuses tous ou presque, laissant à Disney l'opportunité d'en faire des films. D'après les souvenirs de Donn Tatum, durant l'une des réunions Leonard Goldenson et Jim Aubrey ont ainsi refusé Quelle vie de chien ! (1959), Monte là-d'ssus (1961) et sa suite Après lui, le déluge (1963), tous des succès au cinéma. John West détaille l'événement et le fait remonter à un projet d'adapter Le Chien de Florence de Felix Salten. Initialement Walt Disney demande à Bill Walsh d'adapter le roman mais ce dernier propose une version moderne avec l'acteur Tommy Kirk, vedette de l'émission The Mickey Mouse Club. C'est un projet de série télévisée afin de répondre au besoin du contrat avec American Broadcasting Company. Le directeur de production Disney Donn Tatum et Walt Disney rencontrent donc Jim Aubrey d'ABC pour présenter le projet avec Tommy Kirk mais Aubrey quitte la réunion dès le début et le reste de son équipe n'est pas intéressée. Au bout d'une demi-heure Walt contrarié quitte la réunion et convoque une réunion en interne pour établir le scénario d'un film. Quelques années plus tard, Tatum a rencontré Jim Aubrey et lui a expliqué que son départ de la réunion est à l'origine de la production du film Quelle vie de chien ! mais aussi de Monte là-d'ssus (1961) et sa suite Après lui, le déluge (1963), de leurs succès et leurs importants bénéfices.
Le studio Disney produit alors d'autres séries Western dont Elfego Baca, Texas John Slaughter, Le Renard des marais et Daniel Boone mais les tensions initiées par les refus d'autres types de séries amènent la chaîne et le studio à se disputer les droits des précédentes productions. Les deux sociétés en arrivent au procès et à user de différents stratagèmes. En mai 1959, Walt déclare à la presse qu'il pense à arrêter l'émission Walt Disney Presents. Fin 1959, Disney arrête la production de Zorro pour officiellement utiliser Guy Williams sur des productions cinématographiques. Les Disney, Walt et Roy, cherchent alors à vendre l'émission The Mickey Mouse Club et Zorro à NBC ou CBS mais ABC argue que le contrat initial lui accorde une exclusivité de sept ans. Le 2 juillet 1959, Disney entame un procès pour invalider le contrat initial invoquant la loi antitrust. La justice donne raison au studio Disney qui cesse alors toute activité avec ABC, au profit de NBC en raison de leur système de diffusion en couleur.
NBC est alors confiant dans le succès de Disney et offre le financement de la moitié des épisodes, le fait que la diffusion en couleur des programmes Disney dope les ventes de téléviseurs couleur de RCA n'est pas étranger à l'affaire. L'émission Walt Disney's Wonderful World of Color est annoncée pour la rentrée 1961, et pour le bonheur de RCA les ventes de téléviseurs couleur ont augmenté dès avant la première diffusion, le 24 septembre 1961 avec une émission spéciale mettant en vedette Donald Dingue, An Adventure in Color.
Le contrat passé avec NBC est alors assez proche de celui passé avec ABC, la chaîne se gardant le droit de refuser les projets proposés par le studio. Plusieurs projets seront refusés comme celui d'un détective privé. Fin 1963, la seule programmation de Disney sur NBC reste l'anthologie qui débute avec la rediffusion de la série Davy Crockett. Son succès donne envie à NBC de refaire des séries de Western. Disney refuse pour ne pas retomber dans le même schéma qu'avec ABC. NBC négocie avec Fess Parker la production d'une nouvelle série Daniel Boone qui débute en 1964 mais le studio Disney n'a pas participé, ce qui engendre une certaine confusion auprès du public.
À partir de 1964, Walt Disney se concentre sur d'autres projets, le futur Walt Disney World Resort mais est aussi affecté par la maladie, un cancer. Son décès, le 15 décembre 1966, provoque des changements principalement pour l'émission qu'il présentait de manière hebdomadaire. Après quelque temps, NBC et le studio Disney s'accordent sur le fait que Walt ne peut être remplacé, l'émission perdant son présentateur au profit d'une voix-off et sa programmation change aussi. Rapidement les taux d'audience chutent mais la vente de l'émission à l'étranger et la réutilisation des archives permettent au studio de gagner de l'argent avec la télévision.
En 1969, l'émission phare Walt Disney's Wonderful World of Color change de nom pour The Wonderful World of Disney supprimant la mention de la couleur et reflétant le fait que la majorité des écrans de télévision américains sont en couleur.

#### 1970-1983: Lent retour des productions
Inquiète des chutes d'audience de la fin des années 1960, la société Disney procède à des sondages pour connaître les attentes du public. La société cherche aussi à compenser les importants investissements pour le complexe de Floride, Walt Disney World Resort. Le public souhaite des fictions avec des animaux, ce que le studio avait produit dans les années 1960 au cinéma, et des programmes scientifiques. Ainsi à partir de 1970, le nom Walt Disney Television apparaît comme société de production de plusieurs téléfilms tandis que Buena Vista Pictures assure la distribution. Le premier téléfilm réalisé est Smoke (1970). L'émission d'anthologie Le Monde merveilleux de Disney renoue avec le succès dès la saison 1970-1971 et NBC propose l'année suivante de prolonger le contrat jusqu'en 1976 avec des options jusqu'en 1978, soit une garantie de cinq ans de diffusion, une première à la télévision.
Le studio cherche aussi à produire d'autres émissions, c'est alors que l'animateur Ward Kimball propose des séries d'animation, ce sera The Mouse Factory, diffusée entre 1971 et 1973, mélangeant des courts métrages et des personnalités présentatrices sur des thèmes.
En 1974, Disney et NBC signent un contrat pour quatre émissions spéciales comprenant chacune un court métrage et un long métrage produites par le studio et diffusées sur la chaîne, relançant le concept des années 1950.
Petit à petit, le public se lasse et les parts d'audience déclinent. Le 14 juillet 1979, le Boston Globe évoque des tensions entre Disney et NBC au sujet des mauvais résultats de l'émission Le Monde merveilleux de Disney, tensions qui s'achèvent en décembre 1980 par la décision de NBC d'arrêter la diffusion.
En 1980, la société Disney lance une campagne pour relancer le personnage de Dingo qui culmine en 1983 avec la production de Sport Goofy. En 1981, une étude interne qui comprend un inventaire des productions, établit que le studio possède 250 longs métrages, 456 courts métrages d'animation et l'équivalent de 27 années de programmes télévisuels, la plupart n'ayant jamais été rediffusé. Jim Jimirro, directeur du service des nouveaux marchés propose à la direction de la société Disney de créer sa propre chaîne de télévision. Le projet mettra deux années à voir le jour.
Le 31 décembre 1980, NBC annonce l'arrêt de l'émission Disney's Wonderful World pour la prochaine saison sans donner de raison hormis que le contrat prend fin en septembre 1981. Toutefois William Yates, vice-président de Walt Disney Television prévoit d'autres émissions. Afin de conserver une visibilité télévisuelle, Disney négocie pour poursuive la diffusion de l'émission Le Monde merveilleux de Disney, et obtient un contrat avec CBS à partir de fin 1981 mais elle est déplacée le mardi soir au lieu du samedi. Le succès n'est pas au rendez-vous et l'émission s'arrête en février 1983.

### 1983-1996: Disney Channel

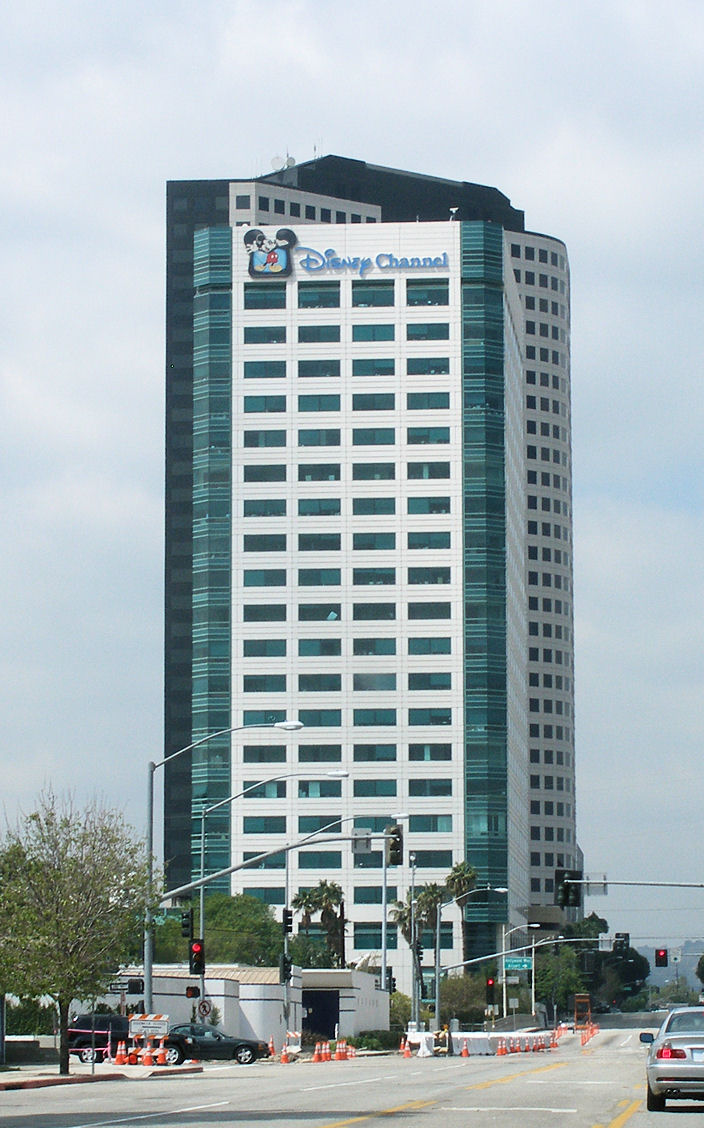
Siège de Disney Channel à Burbank (Californie).

En 1983, Walt Disney Television devient une société indépendante afin de dissocier les productions cinématographiques de Walt Disney Pictures et de Walt Disney Productions (ce dernier nom n'est plus utilisé depuis 1984). Elle supervise aussi le lancement de la chaîne Disney Channel.
La production des téléfilms se découpe alors en deux, d'un côté les productions Walt Disney Television, de l'autre les productions spécifiques de Disney Channel, nommées Disney Channel Premiere Films, rebaptisées Disney Channel Original Movie en 1997. Avec la réorganisation de la Walt Disney Company, à la suite de l'arrivée de Michael Eisner, plusieurs animateurs de Walt Disney Pictures sont regroupés en 1984, dans une entité spéciale destinée à la production d'animations pour la télévision : Walt Disney Television Animation. Parmi les principales productions de ce studio on peut citer : La Bande à Picsou, Super Baloo, Myster Mask, Gargoyles, les anges de la nuit ou plus récemment Kim Possible.
En 1985, la société coproduit Le Disney Channel sur FR3, l'une des nombreuses émissions lancées en Europe dans le but de relancer la marque Disney avant l'ouverture du complexe Euro Disney en 1992.
En février 1987, dans une tourmente économique et judiciaire, Westinghouse retire son offre de rachat de la chaîne KHJ-TV à RKO, ce dernier annonce la semaine suivante avoir reçu une offre de Disney. Le 25 juillet 1988, la FCC valide l'achat de la chaîne KHJ-TV par Disney pour 324 millions d'USD qui la renomme KCAL-TV.
En mars 1995, Walt Disney Television lance sa première chaîne en dehors des États-Unis, à Taïwan. Le département de production est alors identifié comme Walt Disney Television Studio. Le 26 mars 1995, Walt Disney Television Singapore inaugure son centre de diffusion satellitaire au 4 Loyang Lane, Disney devenant le premier opérateur ayant son propre satellite en réception-émission ne dépendant pas de Singapore Telecommunications.

### 1996-2008: Rapprochement d'ABC et Disney
En 1996, Disney rachète le groupe Capital Cities/ABC, détenteur du réseau de télévision American Broadcasting Company et ESPN pour un montant de 19 milliards d'USD,. En contrepartie, elle revend la chaîne KCAL-TV.
Le 8 avril 1997, ESPN et Disney Channel signent un accord pluriannuel de distribution avec Tele-Communications Inc, racheté en 1999 par AT&T puis Charter et Comcast.
Le 8 juillet 1999, avec la création du ABC Entertainment Television Group, Disney regroupe le Walt Disney Television Studio, les Buena Vista Television Productions et la ABC's Prime Time Division sous la même direction.
Le 24 janvier 2000, la chaîne câblée SOAPnet spécialisée dans les soap operas est lancée. Le 5 avril 2001, avec le lancement de Disney Channel Brazil, Disney crée la société Disney Channel International.
Le 28 février 2003, Disney lance Disney Channel Nordic en Suède, Norvège et au Danemark. Le 24 avril 2003, Disney annonce le lancement de Disney Channel Japan comme une chaîne optionnelle de SKY PerfecTV et une chaine basique du câble. Le 18 novembre 2003, Disney lance Disney Channel Japan au Japon, filiale de Walt Disney Japan.
Le 18 juin 2005, Disney et Sony lancent FilmFlex, un service de VOD au Royaume-Uni. Le 12 octobre 2005, Disney lance sur iTunes le téléchargement des épisodes des séries d'ABC et Disney Channel. Le 19 octobre 2005, le groupe annonce la nouvelle organisation de son département Communications en six groupes.
Le 1er mars 2006, Disney et BSkyB ont conclu un accord pour élargir la diffusion des chaînes Disney sur le réseau de Sky, les chaînes Disney Cinemagic (à partir du 16 mars) et ESPN Classic (à partir du 13 mars) seront ajoutées à l'offre de Sky ainsi que des programmes en HD. Le 24 mars 2006, la série Hannah Montana débute sur Disney Channel. Le 6 mai 2006, Disney Channel lance sa première série d'animation en image de synthèse sur toutes ses chaînes soit plus de 100 pays, La Maison de Mickey. Le 22 juin 2006, Disney Channel et Playhouse Disney sont lancés en Thaïlande sur le bouquet IPTV.
Le 26 octobre 2006, le groupe a signé un accord avec BSkyB pour développer l'offre de chaîne sur le réseau numérique de Sky. Ainsi les chaînes :
- Disney Cinemagic et ESPN Classic seront diffusées sur le réseau numérique
- Disney Channel et Playhouse Disney seront intégrées au bouquet optionnel pour la jeunesse Kids Mix et non plus en option.
- ESPN Classic est intégré au bouquet optionnel News and Events Mix
- le contrat de diffusion de Jetix et Jetix+1 est prolongé jusqu'en 2012.

Le 22 novembre 2006, les 39,5 % de la chaîne E! Television détenus par Disney ont été vendus à Comcast pour 1,23 milliard d'USD en échange d'un accord de diffusion à long terme .
Le 10 janvier 2008, la société canadienne Cogeco signe un accord pour de la VOD avec Walt Disney Television et Disney-ABC International Television. Le 20 décembre 2008, Disney en Italie lance une chaîne proposant les programmes en langue originale avec des sous-titres, Disney in English. Le 23 septembre 2008, le site américain de location de DVD Netflix annonce la diffusion en VOD de programmes Disney et de CBS.

### 2009-2019: Expansion des chaînes Disney et vidéo à la demande
Le 23 janvier 2009, le groupe annonce la fusion d'ABC Entertainment et ABC Studios. Le 27 janvier 2009, Verizon annonce l'extension de ses services de vidéo sur téléphone ave Disney, ABC et ESPN. Aussi le 27 janvier 2009, Comcast annonce le lancement du service de VOD Disney Family Movies. Le 30 janvier 2009, le groupe annonce 200 suppressions d'emploi et 200 non-renouvellements de postes au sein des filiales d'ABC.
Le 3 août 2009, la société Netflix, concurrente de TiVo, annonce un accord de distribution avec le Disney-ABC Television Group. Le 22 septembre 2009, Disney-ABC Television Group (DATG) signe un accord avec Getty Images, cette dernière devenant l'agent pour la distribution de toutes les images détenues par DTAG. Le 22 décembre 2009, DATG annonce un partenariat avec Apple pour de la télévision payante sur iTunes, avec du contenu provenant de Disney Channel et ABC.
Le 17 mars 2010, Disney et la société britannique On Demand Group annoncent de la VOD sur le réseau britannique de téléphonie mobile 3 filiale de Hutchison Whampoa. Le 26 mai 2010, Disney annonce l'arrêt de la chaîne de soap operas SOAPnet et son remplacement par une chaîne pour enfant baptisée Disney Junior pour 2012. Le 5 juillet 2010, Disney Channel France annonce la création en 2011 de Disney Junior pour la tranche des 3-7 ans. Le 18 octobre 2010, Disney signe un accord de distribution avec le site chinois Youku. Le 21 octobre 2010, Disney avertit qu'elle bloquera le service Google TV. Le 1er novembre 2010, Disney annonce que la distribution de films (Walt Disney Studios Distribution) et de séries télévisées (Disney-ABC Television Group) sur support et sur internet sera gérée par une même entité de Disney Media Networks,. La filiale spécialisée dans la distribution télévisuelle est nommée Disney Media Distribution. Le 8 décembre 2010, la société Netflix annonce une extension de son accord de distribution avec le Disney-ABC Television Group.
Le 21 mars 2011, ABC lance un service de vidéo à la demande au Portugal avec Zon Videoclube. Le 4 avril 2011, Disney et Free lancent en France Disneytek et ABCtek deux services de vidéos à la demande,,. Le 1er avril 2011, Disney annonce le renommage des Playhouse Disney d'Australie et de Nouvelle-Zélande en Disney Junior à compter du 29 mai 2011. La plupart des pays fera de même dans les années suivantes. Le 5 avril 2011, Disney annonce le lancement avec Vodafone en Allemagne d'un service de vidéo à la demande des programmes ABC. Le 18 avril 2011, Virgin Media signe un contrat avec Disney et Paramount pour du contenu à la demande en 3D. Le 12 mai 2011, Disney annonce la création de Television Media Korea, une coentreprise de Disney Channel International et SK Telecom pour des chaînes Disney en Corée du Sud, cette dernière détenant 51 %,. Le 10 juin 2011, Disney et le site de vidéo en ligne Lovefilm signent un contrat de distribution pour l'Allemagne.
Le 6 juillet 2011, Disney et Telecom Italia lancent un catalogue de vidéo à la demande sur la plateforme de Télévision IP Cubovision. Le 1er septembre 2011, Disney annonce lancer en France un service de vidéo à la demande proposant les épisodes 24 heures après leurs diffusions américaines. Le 26 septembre 2011, la société brésilienne NetMovies signe un contrat avec Disney pour des vendre des vidéos en streaming ou sur support DVD et Blu-ray livré à domicile. Le 28 septembre 2011, la chaîne américaine Telemundo obtient les droits de diffusion en espagnol de 10 films de Pixar. Le 4 octobre 2011, Disney annonce vouloir ouvrir plusieurs services de VOD en Europe à la suite des services ouverts au Royaume-Uni sur BT Vision et bientôt sur Virgin Media, en Allemagne sur Vodafone et au Portugal sur ISP Zon. Le 13 octobre 2011, le site allemand Maxdome de ProSiebenSat.1 Media ajoute 500 titres du catalogue de séries et films de Disney. Le 26 octobre 2011, Disney-ABC et Corus Entertainment annoncent le lancement au printemps 2012 d'ABC Spark, déclinaison canadienne d'ABC Family,. Le 27 octobre 2011, Disney achète 49 % de la société UTH Russia, propriétaire des chaînes Seven et Muz-TV, et annonce le renommage de la chaîne Seven en Disney Channel Russia. Le 31 octobre 2011, Disney-ABC prolonge son contrat de diffusion avec Netflix et signe un contrat similaire avec Amazon.com. Le 2 décembre 2011, Disney-ABC crée une nouvelle entité de production télévisuelle nommée Times Square Studios pour les productions d'ABC Daytime. Le 28 décembre 2011, Disney annonce le lancement de Disney XD en marathi et en bengali dès le 1er janvier 2012.
Le 26 avril 2012, Disney lance une chaîne Disneynature TV sur le bouquet d'Orange. Le 14 juin 2012, Comcast et Disney-ABC Television Group lancent aux États-Unis, 3 applications iOS pour regarder en direct ou à la demande les émissions des chaînes Disney Channel, Disney XD et Disney Junior : Watch Disney. Le 6 juillet 2012, Comcast annonce exercer son option pour vendre sa part dans A&E Network évaluée à 3 milliards d'USD, laissant Disney et Hearst copropriétaire avec 50 % chacun. Le 13 juillet 2012, DirecTV annonce ne pas être parvenu à un accord avec Viacom et remplace donc la chaîne Nickelodeon Jr par Disney Junior. Le 30 juillet 2012, la Federal Trade Commission valide la vente par Comcast de sa participation dans A&E Network. Le 2 août 2012, Peter Seymour est nommé vice-président et CFO du Disney-ABC Television Group. Le 12 septembre 2012, Disney signe avec Telefónica, seul fournisseur internet tchèque un accord de vidéo à la demande.
Le 15 janvier 2013, Disney et AT&T signent un contrat augmentant l'offre de contenu Disney-ABC-ESPN sur U-verse. Le 16 janvier 2013, Disney choisit la start-up upLynk pour diffuser son contenu vidéo sur toutes les plateformes,. Le 29 janvier 2013, Disney-ABC signe un contrat avec LoveFilm filiale d'Amazon pour diffuser des séries d'animation de Marvel au Royaume-Uni et en Irlande. 21 février 2013, British Sky Broadcasting et Disney-ABC Television Group annoncent qu'une nouvelle chaîne Sky Movies Disney remplacera Disney Cinemagic à compter du 28 mars 2013,. Le 22 février 2013, Le service allemand KabelKiosk d'Eutelsat annonce l'ajout de service de VOD Disney-ABC et de Discovery. Le 9 mai 2013, Netflix annonce un partenariat avec le Disney-ABC Television Group pour être le seul distributeur américain à diffuser en streaming des séries de Disney XD et Disney Junior. Le 12 mai 2013, Disney-ABC Television Group lance Watch ABC, la déclinaison pour ABC du concept lancé avec Watch ESPN et Watch Disney, ABC devenant le premier grand réseau national à offrir ce service,. Cette application permet dès le 14 mai de regarder les programmes de New York (WABC-TV) et Philadelphie (WPVI-TV), puis pour l'automne 2013 les autres chaînes détenues par ABC ainsi que les stations affiliées détenues par Hearst,. Les abonnés des cablo-opérateurs et satellite ont accès dès le 1er juillet 2013. Une déclinaison Watch ABC Family est prévue pour 2014. Le 15 mai 2013, SingTel annonce le lancement le 1er juin 2013 des chaînes Disney Channel, Disney Junior et Disney XD sur son service mio TV en anglais et mandarin. Le 17 juin 2013, Disney-ABC signe un contrat avec LoveFilm filiale d'Amazon pour diffuser des films d'animation de Disney au Royaume-Uni et en Irlande, après des séries d'animation Marvel en janvier. Le 21 août 2013, le groupe annonce la suppression de 175 personnes soit 2 % de ses effectifs. Le 7 octobre 2013, Disney Media Distribution et le hongrois Fuso Ecosystem lancent un service de VOD en Hongrie. Le 12 octobre 2013, Disney annonce l'arrêt de la version payante de Disney Channel Deutschland le 29 novembre 2013 au profit d'une gratuite devant débuter le 17 janvier 2014 sur l'ancien canal de Das Vierte. Le 19 octobre 2013, Disney Southeast Asia lance la chaîne Disney XD en Indonésie et en Thaïlande. Le 28 octobre 2013, Disney Channel est désormais disponible en VOD en Turquie. Le 4 décembre 2013, Modern Times Group prolonge son contrat de diffusion en Scandinavie des chaines de Disney sur ses services Viasat et Viaplay avec Disney Nordic. Le 23 décembre 2013, Sky D prolonge son contrat avec Disney pour la distribution des chaînes Disney et de la vidéo à la demande pour les films Lucasfilm, Marvel et Disney-Pixar. Le 27 décembre 2013, Disney signe un contrat avec Tricolor TV pour diffuser des films et des séries sur la plateforme russe SuperKino HD.
Le 5 janvier 2014, Disney-ABC annonce le lancement d'un service de streaming associé aux émissions d'ABC Family nommé Watch ABC Family ainsi que l'application dédiée. Le 15 février 2014, Disney-ABC accorde un contrat d'exclusivité à Netflix pour la série Star Wars: The Clone Wars de Lucasfilm Animation et une sixième saison avant le lancement en 2015 des productions Marvel Television et en 2016 de la diffusion en streaming des studios Disney. Le 17 février 2014, Quickflix (équivalent australien de Netflix) annonce avoir signé des contrats de vidéo à la demande avec Disney-ABC au travers de Disney Australia, NBCUniversal et BBC Worldwide. Le 23 février 2014, Telefónica de Argentina signe un contrat de vidéo à la demande avec Disney-ABC. Le 11 mars 2014, Anne Sweeney annonce son départ du poste de coprésidente de Disney Media Networks et présidente de Disney-ABC Television Group pour janvier 2015. Le 21 mai 2014, le câblo-opérateur scandinave Altibox signe un contrat de diffusion des chaînes de Walt Disney Television (Disney Channel, Disney XD, Disney Junior et Disney on Demand) et des séries d'ABC Studios avec Disney Nordic. Le 2 juin 2014, Disney-ABC ajoute la chaîne Disney Junior en Español au bouquet d'applications Watch Disney et lance qu'une application de dessins en espagnol. Le 24 juillet 2014, le CRTC valide l'achat pour 170 millions d'USD des chaînes canadiennes Family, Disney Channel et Disney Junior détenues par Bell Media par DHX Media. Le 17 décembre 2014, Disney renégocie son contrat avec Hulu et ajoute deux nouvelles séries X-Men et Resurrection.
Le 9 février 2015, Dish TV propose un service nommé Sling TV à 20 $ par mois avec un bouquet réduit d'une douzaine de chaînes comprenant toutefois ESPN, Disney Channel, ABC Family, AMC, CNN et Galavision. Le 12 mars 2015, Disney-ABC et Yahoo! annoncent développer leur collaboration dans le domaine de l'information et la télévision,. Le 11 avril 2015, Albert Cheng, vice-président du Disney-ABC Television Group et directeur du contenu numérique annonce son départ,,. Le 16 avril 2015, Disney et Corus Entertainment annoncent un contrat en vue de la création d'une Disney Channel canadienne,,,. Le 12 juin 2015, Disney-ABC annule son projet de sous-traiter son service informatique et de licencier 35 personnes. Le 6 octobre 2015, le groupe annonce un changement d'identité complet pour la chaine ABC Family qui deviendra Freeform dès janvier 2016 avec un nouveau style, nouveau nom et une nouvelle cible, les adolescents plutôt que la famille, mais elle conservera ses séries en cours et celles prévues. Le 14 décembre 2015, Disney et Canal+ signent un contrat rendant les chaînes Disney Junior, Disney XD et Disney Cinema ainsi Disney English des services exclusifs de Canalsat,.
Le 8 janvier 2016, la chaîne allemande devient un service disponible en 24h/24 à partir du 29 février. Le 13 janvier 2016, Ben Sherwood (en) prend ses fonctions de co-président de Disney Media Networks et président du Disney-ABC Television Group à la place d'Anne Sweeney,. Le 20 janvier 2016, Sky Deutschland et Disney Cinemagic lance une chaîne éphémère du 18 mars au 3 avril nommée Sky Disney Prinzessinnen qui proposera 26 films de Princesses Disney. Le 16 juin 2016, Hulu signe un accord avec le Disney-ABC Television Group lui permettant de diffuser en streaming plus de 500 épisodes et plus de 20 films originaux de Disney Channel, Disney Junior et Disney XD. Le 16 septembre 2016, l'ancien directeur de Warner Bros. Bruce Rosenblum est nommé directeur des opérations du Disney-ABC Television Group,,,. Le 21 décembre 2016, Disney-ABC Television Group signe un accord avec Snap pour produire des émissions pour l'application Snapchat, la première étant un supplément de The Bachelor,.
Le 25 janvier 2017, Variety annonce que Disney Media Networks pourrait fusionner les services de ventes d'espaces publicitaires du groupe en une entité unique (ABC, Disney et Freeform) comme ses concurrents. Le 8 février 2017, Disney Media Networks procède à la restructuration annoncée sous la direction de Rita Ferro,,,. Le 24 avril 2017, Disney-ABC annonce avoir obtenu un accord avec 160 affiliés locaux d'ABC pour négocier en leur nom des contrats de streaming, offrant un taux de diffusion de 90 % des habitations à ABC,,. Le 15 mai 2017, Disney crée Disney Difference une régie publicitaire qui permet aux annonceurs d'utiliser les chaînes du Disney-ABC Television Group, d'ESPN et les studios cinématographiques Disney mais aussi l'ensemble des filiales de Disney comme les parcs et les produits de consommations. Le 29 juin 2017, Disney-ABC Television Groupannonce une augmentation des réservations d'espaces publicitaires de 3 à 5 %, chiffres rarement présentés parles chaînes et indiquant une meilleure santé du secteur. Les revenus 2016 pour la réservation publicitaire des primetimes étaient estimé par Variety entre 1,7 et 1,96 milliard d'USD, ils seraient donc pour 2017 de l'ordre de 1,75 à 2,06 milliards. Le 12 octobre 2017, Disney-ABC TV prévoit de supprimer 200 postes sur 10 000,,.Le 20 novembre 2017, Telefónica lance une nouvelle chaîne nommée Movistar Disney disponible à partir du 22 décembre 2017 et entre le 1er et 17 décembre le canal est utilisé comme une chaîne éphémère Star Wars.
Le 26 février 2018, Orbit Showtime Network annonce le lancement le 1er mars 2018 d'une chaîne OSN Movies Disney en HD aux Émirats arabes unis en anglais et arabe. Le 14 mai 2018, le site Datanami détaille les choix techniques derrière l'offre de streaming du Disney-ABC Television Group (Voir ci-dessous).
Le 17 décembre 2018, Sky annonce la disparition de la chaîne Disney XD en Nouvelle-Zélande au profit d'une version à la demande et du report des émissions sur Disney Channel et Disney Junior.

### 2019:  Réorganisation et intégration de Fox
Le 5 septembre 2018, Disney nomme Rita Ferro à la tête d'une filiale commune commercialisant les publicités sur Disney/ABC et ESPN, en prévision du départ à la retraite d'Ed Erhardt d'ESPN en 2019,. Le 28 septembre 2018, Disney élargit la responsabilité de Rita Ferro à toutes les formes de publicités des vidéos pour les chaînes de télévisions aux bannières pour applications mobiles.
Le 8 octobre 2018, la Walt Disney Company présente un nouvel organigramme pour ses activités télévisuelles une fois l'Acquisition de la 21st Century Fox finalisée avec Peter Rice ancien directeur général de Fox Networks Group, nommé président de Walt Disney Television et coprésident de Disney Media Networks, et qui remplace Ben Sherwood, l'entité Disney-ABC Television disparaissant,,,. Walt Disney Television regroupe ABC, ABC Studios, les stations détenues et exploitées par ABC, les Disney Channel, Freeform, 20th Century Fox Television, FX Networks et FX Productions, Fox 21 Television Studios et National Geographic,,. Plusieurs responsables de la 21st Century Fox sont aussi nommés dans l'organigramme comme Dana Walden, ancienne directrice de FX Networks, qui prend la tête de Walt Disney Television |Walt Disney Television et ABC Entertainment, John Landgraf prend en charge FX Networks et FX Productions et Gary Knell conserve la responsabilité de National Geographic,,.
Le 4 mars 2019, Ravi Ahuja, actuel CFO de Fox Networks Group est nommé CFO de Walt Disney Television, sous la présidence de Peter Rice et la responsabilité du CFO de Disney, Christine McCarthy. Le 5 mars 2019, Disney nomme l'ancien directeur de Warner Bros. Craig Hunegs président d'une nouvelle division nommée Disney Television Studios regroupant les activités d'ABC Studios, 20th Century Fox Television et Fox 21 Television Studios. Le 22 mars 2019, Craig Hunegs évoque dans un mémo interne que les différents studios de la Disney Television Studios restent indépendants. Le 28 mars 2019, le Disney-ABC Television Group annonce une représentation commune pour la commercialisation des espaces publicitaires de l'ensemble d'ABC, ESPN, FX, Nat Geo et Disney sous la direction de Rita Ferro. Le 6 mai 2019, la XFL signe un accord de distribution avec Disney (ABC et ESPN) et Fox Sports,. Le 1er juillet 2019, Walt Disney Television (à l'instar de Walt Disney Studios quelques jours plus tôt) lance deux programmes d'incubation, le Executive Incubator Program en alternance sur deux ans pour les responsable de chaînes ou réseaux chez ABC Entertainment et Freeform et le Television Studios Intern qui propose des internats dans tous les métiers de l'audiovisuel,. Le 31 juillet 2019, Disney met en place une nouvelle organisation pour Hulu à la suite de sa prise de contrôle de mai 2019 et place l'équipe de développement des scénarios originaux sous la responsabilité de Walt Disney Television au côté de Disney Television Studios. L'équipe chargée des scénarios non originaux et autres produits sous licence reste elle sous la responsabilité de Walt Disney Direct-to-Consumer and International.

## Organisation
- Disney Television Studios et ABC Entertainment
  - Disney Television Studios
    - 20th Century Fox Television
      - 20th Television
      - Fox Television Animation

    - ABC Studios
      - ABC Signature Studios

    - Fox 21 Television Studios
    - production pour Hulu

  - ABC Entertainment
    - ABC

  - Freeform
  - Stations détenues et exploitées par ABC
- ABC News
- Disney Channel Worldwide uniquement les chaînes américaines
  - Disney Channel
  - Disney Junior
  - Disney XD
  - Radio Disney
  - Disney Television Animation
  - It's a Laugh Productions
- FX Networks
  - FX
  - FXX
  - FXM
  - FX Entertainment
    - FX Productions
- National Geographic Networks (73%)
  - National Geographic Channel
  - Nat Geo Wild
  - Nat Geo Mundo

### Filiales transférées dans d'autres divisions de Disney
transférés à Walt Disney Direct-to-Consumer and International en 2018
- Walt Disney Home Entertainment
- Disney-ABC Domestic Television
- Disney Media Distribution
- Disney Channel Worldwide - chaînes internationales
  - Broadcast Satellite Disney Co., Ltd. (April 2009 – 2018) – exploitant de Dlife au Japon[200]
  - Hungama (2006–2018)
- Hulu (60%; 2009–2018)
- Partenariat avec RTL de 50%[201] (–2018)
  - Super RTL (1995)
- GMTV (1993–2009) UK, 25%
- Kividoo  (2015)
- Toggo Plus (2016)

autres transferts
- productions Walt Disney Television (1999-2003)
- Disney MovieToons/Disney Video Premieres (1996-2003) dissocié de Walt Disney Feature Animation.
- Jetix - fusionné dans Disney Channel Worldwide
- ABC News Now (2004-2009) canal numérique

### Filiales vendues ou fermées
- ABC Radio Networks (1945–2007) vendu à Cumulus Media
  - American Contemporary Network (January 1, 1968)
  - American Information Network (January 1, 1968)
  - American Entertainment Network (January 1, 1968)
  - American FM Network	(January 1, 1968)
  - ABC Rock Radio Network (January 4, 1982)
  - ABC Direction Radio Network (January 4, 1982)
  - ABC Talk Radio (1980s)
  - Urban Advantage Network (UAN)
- Radio Disney (2003–2014), toutes les stations vendues séparément sauf une

## Productions

### Séries télévisées
Il faut distinguer :
- les séries télévisuelles en prise de vue réelle, produites depuis les années 1950
- les séries d'animation produite par Walt Disney Television Animation à partir de 1984.

Le All New Mickey Mouse Club comporte aussi des productions sérialisées.

### Téléfilms
Pour les téléfilms produits par Disney Channel, voir Liste des téléfilms Disney Channel Original Movie (DCPF ou DCOM)

### Émissions spéciales
- 1974 : Sandy in Disneyland (documentaire sur le parc Disneyland)
- 1976 : Monsanto Night Presents Walt Disney's America on Parade
- 1984 : Donald Duck's 50th Birthday
- 1985 : Disneyland's 30th Anniversary Celebration
- 1986 : Living Seas (ouverture de l'attraction)
- 1986 : Disneyland's Summer Vacation Party
- 1986 : Captain Eo Grand Opening (ouverture de l'attraction)
- 1986 : Walt Disney World's 15th Anniversary Celebration
- 1987 : Golden Anniversary of Snow White and the Seven Dwarfs
- 1987 : Down and Out with Donald Duck
- 1988 : Magic in the Magic Kingdom
- 1988 : Totally Minnie
- 1988 : Roger Rabbit and the Secrets of Toon Town, promotion du film Qui veut la peau de Roger Rabbit
- 1988 : The Magical World of Disney (redémarrage de l'émission)
- 1989 : Ernest Goes to Splash Mountain (ouverture de l'attraction)
- 1990 : Jungle Book Reunion promotion de la série Super Baloo
- 1990 : DuckTales: The Movie Special, promotion du film La Bande à Picsou, le film : Le Trésor de la lampe perdue
- 1990 : The Muppets Celebrate Jim Henson (documentaire)
- 1990 : Christmas on Ice
- 1991 : The Dream Is Alive: 20th Anniversary Celebration of Walt Disney World
- 1991 : The Best of Disney: 50 Years of Magic
- 1991 : Rocketeer: Excitement in the Air, promotion du film Les Aventures de Rocketeer
- 1991 : Lifestyles of the Rich and Animated (documentaire avec Donald Dingue)
- 1991 : Walt Disney World's 20th Anniversary Celebration
- 1992 : Euro Disney : L'Ouverture (The Grand Opening of Euro Disney)
- 1992 : Christmas Fantasy on Ice
- 1993 : Countdown to Kid's Day (spéciale Noël)
- 1993 : A Musical Christmas at Walt Disney World
- 1994 : The Lion King: A Musical Journey with Elton John, promotion du film Le Roi lion
- 1994 : Greatest Hits on Ice
- 1994 : The Wonderful World of Disney: 40 Years of Television Magic
- 1995 : Alien Encounters from New Tomorrowland (ouverture de l'attraction)
- 1995 : Nancy Kerrigan Special: Dreams on Ice
- 1995 : The Mickey Mouse Club Story
- 1996 : 101 Dalmatians, a Canine's Tale, promotion du film Les 101 Dalmatiens (1996)
- 2001 : Disney's California Adventure TV Special

## Données économiques
Pour la période 1983-1996, les résultats financiers de Walt Disney Television sont inclus dans Walt Disney Studios Entertainment, paragraphe « Résultats financiers ».
À partir de 1994, les résultats financiers sont inclus dans ceux de Disney Media Networks, qui vient d'être crée, paragraphe « Résultats financiers ».
À partir de 1996, ces résultats incluent en plus ceux d'American Broadcasting Company qui vient d'être rachetée dont ESPN dans Disney Media Networks

### Direction
- Richard Frank : 1994 à 1995 (arrivé chez Disney en 1985 comme président de Walt Disney Studios)[202]
- Rich Ross : ? - novembre 2009 (nommé président de Walt Disney Studios Entertainment)[203]
- Carolina Lightcap : novembre 2009-septembre 2011[203]
- Gary Marsh : septembre 2011[203]-